# Murtazali Müslimov
Murtazali Müslimov es un deportista azerbaiyano que compite en lucha libre. Ganó una medalla de bronce en el Campeonato Europeo de Lucha de 2018, en la categoría de 70 kg.

## Palmarés internacional
| Campeonato Europeo | Campeonato Europeo | Campeonato Europeo | Campeonato Europeo |
| Año                | Lugar              | Medalla            | Categoría          |
| ------------------ | ------------------ | ------------------ | ------------------ |
| 2018               | Kaspisk (Rusia)    | Medalla de bronce  | 70 kg              |